# Cinco de Febrero, Ocosingo
Cinco de Febrero är en ort i Mexiko.   Den ligger i kommunen Ocosingo och delstaten Chiapas, i den sydöstra delen av landet, 800 km öster om huvudstaden Mexico City. Cinco de Febrero ligger 1 284 meter över havet och antalet invånare är 755.
Terrängen runt Cinco de Febrero är varierad. Cinco de Febrero ligger uppe på en höjd. Runt Cinco de Febrero är det glesbefolkat, med 16 invånare per kvadratkilometer. Närmaste större samhälle är Lacandón, 14,5 km öster om Cinco de Febrero. I omgivningarna runt Cinco de Febrero växer i huvudsak städsegrön lövskog.